# Leptogenys amon
Leptogenys amon é uma espécie de formiga do gênero Leptogenys, pertencente à subfamília Ponerinae.